# Eike Jessen

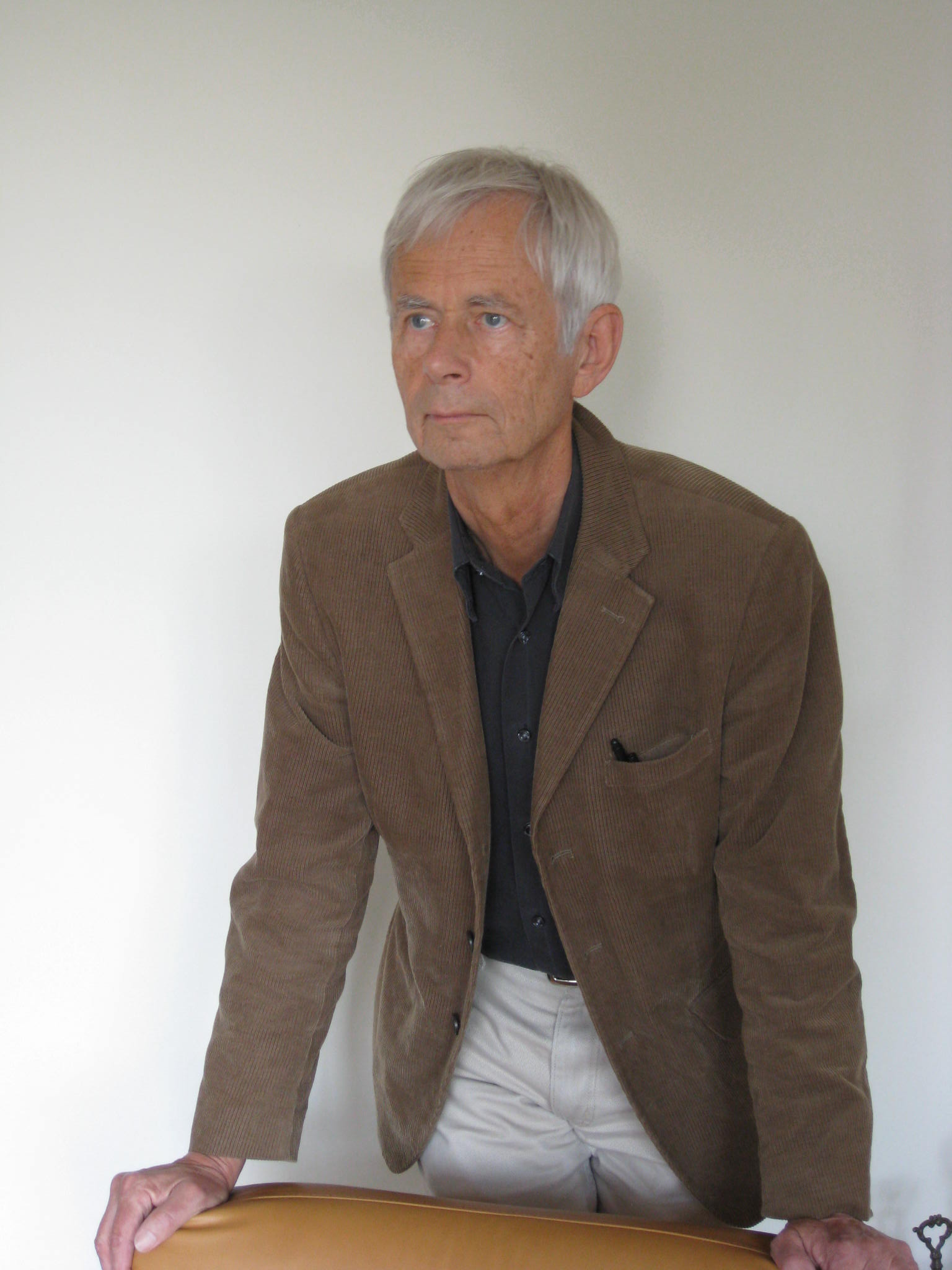
Eike Jessen 2008

Eike Jessen, auch Eicke Jessen (* 28. August 1933 in Göttingen; † 18. März 2015 in Tutzing) war ein deutscher Informatiker und Professor für Informatik mit inhaltlichem Schwerpunkt auf Architektur und Einsatz von Rechnersystemen. Er war ein Initiator und Mitbegründer des Deutschen Forschungsnetzes (DFN).

## Leben

### Berlin 1935–1964
Eike Jessen ist der dritte von vier Söhnen des Rechts- und Staatswissenschaftsprofessors Jens Peter Jessen und dessen Frau Käthe Scheffer. Nach einer Jugend in Berlin, die geprägt war durch die Kriegszeit, die Beteiligung des Vaters am Widerstand gegen das Hitler-Regime und schließlich dessen Hinrichtung im Zusammenhang mit dem Attentat vom 20. Juli 1944, begann Eike Jessen 1954 das Studium der elektrischen Nachrichtentechnik an der Technischen Universität Berlin, das er 1960 mit einer Diplomarbeit über die Zwischenfrequenzstabilisierung für Festkörperlaser abschloss. Von 1960 bis 1964 arbeitete Eike Jessen als wissenschaftlicher Mitarbeiter bei Wolfgang Haack an der TU Berlin in der Forschungsgruppe Digitale Auswertung von Radarinformationen und wirkte am Aufbau eines computergestützten Realzeit-Radar-Verfolgungssystems für die zivile Luftfahrt der Bundesrepublik Deutschland mit. Als Oberingenieur am Rechenzentrum der TU Berlin hielt Eike Jessen die Vorlesung „Theorie der programmgesteuerten Rechengeräte“ und promovierte 1964 mit einer Dissertation über einen assoziativen Prozessor, der erstmals die Verknüpfung von Datensätzen nach verschiedenen Kriterien direkt im assoziativen Speicher erlaubte.

### Konstanz 1964–1972
Eike Jessen wechselte als Entwicklungsleiter in die Industrie, in das von Fritz-Rudolf Güntsch geleitete Fachgebiet Elektronische Rechenanlagen der Telefunken GmbH, der späteren AEG-Telefunken in Konstanz. Von 1964 bis 1972 baute er dort eine Rechnerentwicklungsabteilung für Hardware und Grundsoftware mit 250 Mitarbeitern auf, setzte ein zielorientiertes Management durch und entwickelte enge Beziehungen zu Informatikgruppen der Hochschulen.
Die wichtigsten Projekte in der von Eike Jessen geleiteten Abteilung waren:
- der Großrechner TR 4 (Programm- und gerätetechnische Erweiterungen)
- der Großrechner TR 440 (Entwicklung Hardware und bis 1968 auch Software)
- der kleine kommerzielle Rechner TR 10 (Fertigungsanlauf)
- der mittlere Rechner TR 86 (Entwicklungsanlauf, bis 1967)
- der militärische Steuerungsrechner TR 84 (Entwicklungsanlauf, bis 1967)
- Arbeiten für einen TR 440-Nachfolger (TR 500)
- „Biene“, ein Vorentwicklungsprojekt für einen polymorphen Rechner (gemeinsam mit W. Händler, Erlangen)

Diese Rechnerprojekte erforderten neue Management-Methoden, Hilfsmittel und Werkzeuge, die damals noch nicht auf dem Markt erhältlich waren:
- die Entwicklung und den Einsatz rechnergestützter CAD für die Logiksimulation und den Leiterplattenentwurf.
- die Anpassung und Einführung der Netzplantechnik (PERT) für Tausende von Vorgangsknoten als Management- und Steuerungsinstrument zur Verwaltung eines der damals weltgrößten Projekt-Netzpläne.

Wichtig war die Entscheidung zum Einsatz der integrierten MECL-1-Schaltkreisfamilie im Hochleistungsrechner TR 440.

### Hamburg 1972–1983
1972 kehrte Eike Jessen als Professor an die Hochschule zurück und baute an der Universität Hamburg einen Lehrstuhl für Rechnerarchitektur auf. Mit seinen Mitarbeitern erforschte er Systemkonstruktionen vom Standpunkt der quantitativ erfassbaren Leistungen und Kostengesetze. Bei einem USA-Aufenthalt lernte er 1981 das dort zeitgleich eingeführte Computernetzwerk CSNET für Universitäten und Forschungseinrichtungen in Industrie und Behörden kennen. Dies nahm er zum Vorbild, als Eike Jessen sich ab 1982 für das Deutsche Forschungsnetz (DFN) zu engagieren begann. Vom Bundesministerium für Forschung und Technologie bekam er eine Vorstudie zum Aufbau eines solchen Netzes in Deutschland finanziert. Eike Jessen war im vorläufigen Vorstand federführend tätig für den technischen Aufbau und die Erarbeitung einer Programmatik.

### München seit 1983
Nach seinem Wechsel an die Technische Universität München im Jahre 1983 führte Eike Jessen die Systemanalyse und Modellierung von einzelnen Rechensystemen weiter und konzentrierte sich später auch im Kontext „Aufbau des DFN“ vermehrt auf Rechnernetze, verteilte Systeme und Grids. Es entstanden Untersuchungen zu Systemen unter nichtstationären Auftragsflüssen, zum Sprachbedarf der Modellierung von Rechnersystemen und zu funktionalen (zustandsfreien) Modellwelten. Gemeinsam mit Wolfgang Bibel untersuchte er verschiedene Probleme der Wissensdarstellung, der Inferenzverfahren, des logischen Programmierens und der Analyse und Klassifikation von hemmenden Erscheinungen in hochparallelen Rechnern.
Nach Gründung des DFN-Vereins als großes BMBF-Verbundprojekt 1984 war Eike Jessen bis 1990 Vorstandsmitglied im Gründungsvorstand und von 1988 bis 1990 Vorstandsvorsitzender. In diesem Zeitraum gelang es dem DFN, 1989 einen Vertrag mit der Deutschen Telekom zur Errichtung und Betrieb der ersten Generation eines Wissenschaftsnetzes zu schließen und nach der Wiedervereinigung, 1990, die Einrichtungen der neuen Bundesländer in dieses Netz zu integrieren.
Als Dekan der Fakultät für Informatik und Mathematik (1990–1992) engagierte er sich für die Aufteilung in zwei unabhängige Fakultäten und somit die Verselbständigung der Informatik an der TU München. Für seine Verdienste für die deutsche Informatik erhielt er 1993 das Bundesverdienstkreuz am Bande. Als 2. Vizepräsident der TU München (1994–1996) schuf er den ersten Hochschulentwicklungsplan, er war verantwortlich für die Auslandsbeziehungen, die zentralen Einrichtungen und die Raumplanung. 1997 bis 2005 übernahm er erneut den Vorsitz des DFN. In dieser Zeit erhielt er 2004 von der Gesellschaft für Informatik e. V. (GI), deren Gründungsvorstand er war, die Auszeichnung „Fellow der GI“ für seine hohen wissenschaftlichen Verdienste und ehrenamtlichen Tätigkeiten im langjährigen Engagement für das deutsche Forschungsnetz und das deutsche Wissenschaftsnetz.
Eike Jessen war als Emeritus weiterhin am Institut für Informatik der TU München tätig und hielt dort Vorlesungen. Er nahm verschiedene Gutachtertätigkeiten wahr und war Vorsitzender in den External Advisory Boards, des von der EU geförderten Grid-Projekts EGEE und Baltic Grid. Seit 2007 war Eike Jessen Mitglied des Universitätsrats Schleswig-Holstein. Bis zu seinem Tod 2015 betreute er die Förderung hervorragender Studierender an der Fakultät für Informatik der TU München, best.in.tum.
Eike Jessen war mit Inge Jessen (1942–1998) verheiratet. Gemeinsam bekamen sie zwei Töchter. Eike Jessen starb am 18. März 2015 an den Folgen einer Krebserkrankung in seinem Haus in Tutzing.

## Leistungen
- Leitung der TR-440-Entwicklung: Der 1964 bis 1971 unter der Leitung von Eike Jessen entwickelte Computer TR 440 gehörte zur ersten Generation von kommerziellen Teilnehmersystemen, die erstmals ermöglichte, dass die Rechenleistung eines großen Computers von vielen Benutzern praktisch zeitgleich, genutzt werden konnte und Benutzer und Computerprogramme in einen direkten Dialog treten konnten. Bei seiner Fertigstellung war der TR 440 die schnellste bisher in Europa gebaute Maschine (siehe Konstanz).
- Lehre und Forschung: Eike Jessen erkannte früh die Notwendigkeit, die Entwicklung von Rechnern bezüglich ihrer Leistungsfähigkeit als Gesamtsystem wissenschaftlich zu fundieren, und verfolgte dieses Ziel konsequent in seinen Forschungsarbeiten (siehe Hamburg und München). Es entstanden grundlegende Arbeiten zur Analyse und Optimierung von Rechensystemen hinsichtlich ihrer Leistungsfähigkeit und Zuverlässigkeit. Zusätzlich betreute Eike Jessen eine der bedeutendsten Forschergruppen im Bereich Automatisches Beweisen, gegründet von Wolfgang Bibel.
- Gründung und Aufbau des Deutschen Forschungsnetzes (DFN): Mit dem Deutschen Forschungsnetz erhielt die deutsche Wissenschaft 1984 eine moderne technische Infrastruktur samt zuständiger Organisation, die diese Infrastruktur fortlaufend weiterentwickelt. Am Aufbau verschiedener Generationen des Wissenschaftsnetzes bis zu einem glasfaserbasierten Höchstgeschwindigkeitsnetz (X-WiN) war er maßgeblich beteiligt. Eike Jessen hat das DFN programmatisch entscheidend geprägt und seit 1982 in ehrenamtlicher Tätigkeit das DFN kontinuierlich zu einer Dienstleistungsorganisation der Wissenschaft, die von ihren institutionellen Mitgliedern aus dem Wissenschaftsbereich getragen wird, aufgebaut.

## Veröffentlichungen
- Zur Dimensionierung von Pufferspeichern, Bericht Nr. 10 der Reihe „Digitale Auswertung von Radarinformationen“ (DAR), veröffentlicht vom Hahn-Meitner-Institut Berlin und von der Technischen Universität Berlin, 1960
- Schnelle Kollisionsprüfung für die Flugsicherung, Elektronische Datenverarbeitung, 3 (1961), Nr. 10, S. 93–99
- Der Einfluss einiger Grundgesetze der Radardatenverarbeitung auf die Bandbreite der Übertragungswege, DAR Nr. 37, 1962, und Proc. AGARD Conf. 1962, Düsseldorf
- Surveillance Radar Data Reduction, Proc. IFIP Congress 1962, North Holland, Amsterdam 1962
- (mit H. Springer): Flugsicherung wird automatisiert, Der Tagesspiegel, 4. März 1964
- Über assoziative Speicherung, Dissertation Technische Universität Berlin, 1964
- Assoziative Speicherung, Elektronische Datenverarbeitung, Beiheft 5, Vieweg, Braunschweig 1964
- Assoziativspeicher mit zerstörendem Auslesen, Patentschrift, 6. April 1965
- Information aus der Steckdose, Umschau, August 1967
- Das Betriebssystem des Rechners TR 440, in Händler, W. (Hrsg.): Teilnehmer-Rechensysteme, Oldenbourg, München, 1968
- Probleme der Großrechenanlagen, Elektronische Zeitschrift A, Band 89 (1968), S. 544–547
- Tendenzen in der Datentechnik, Elektronische Zeitschrift A, Band 91 (1970), S. 676–679
- Entwicklungsautomatisierung bei Großrechenanlagen, Internationale Elektronische Rundschau, 1970, Heft 12, und Technische Rundschau, Nr. 64, 24. Dezember 1971, und Elektrotechnik und Maschinenbau, 1971, Heft 6
- Welche Verantwortung tragen die Informatiker für die Folgen der maschinellen Datenverarbeitung? GMD-Spiegel, 1974 Nr. 2
- Trend und Zukunft der Datentechnik, Feinwerktechnik und Messtechnik, Band 83 (1975), Heft 1, S. 1–4
- Architektur digitaler Rechenanlagen, Heidelberger Taschenbuch Nr. 175, Springer, Berlin, 1975
- Wartenetze als Verkehrsmodelle von Rechensystemen, Informatik-Spektrum, 1 (1978), S. 90–100
- Entwurf und Bewertung von Rechensystemen, in Zimmermann, G. (Hrsg.): Struktur und Betrieb von Rechensystemen, Informatik-Fachberichte Nr. 27, Springer, Berlin, 1980
- Rückblick auf die Rechnerentwicklungen an der Technischen Universität Berlin 1953–1964, Festcolloquium aus Anlass der Ehrenpromotion und des 80. Geburtstages von Prof. Dr. Dr. h. c. Wolfgang Haack, Freie Universität Berlin und Hahn-Meitner-Institut Berlin, Festband, S. 18–42, Berlin, 1982
- Das Deutsche Forschungsnetz (DFN), in Heger, D.: Kommunikation in verteilten Systemen, Springer, Berlin, 1985
- mit O. Schoen: Performability, Informatik-Spektrum 8 (1986), S. 340–341
- mit Rüdiger Valk: Rechensysteme – Grundlagen der Modellbildung, Springer, Berlin, 1986
- Einfluss von Parameteränderungen auf die Leistung von Arbeitsplatzrechnern, Bericht Institut für Informatik, TU München, 11. Oktober 1987
- H. Anlauff, R. Fröhlich, E. Jessen, F. Kurfeß, W. Materna, J. Seehusen, J.: Datenverarbeitungstechnik II: Architektur von Rechenanlagen, Fernuniversität Hagen, 1988
- mit W. Ertel, Chr. Suttner: Optimal Multiprogramming Control for Parallel Computations, in: Bode, A,. Dal Cin, M., Parallel Computer Architectures: Theory, Hardware, Software, Applications, Springer, LNCS 732, 1993
- Leistung von Parallelrechnern, it + ti 2/1995, S. 5–6
- A. Brüggemann-Klein, A. Endres, H. Werner, E. Jessen, R. Weber: Das DFG-Projekt Chablis – Abrechnungs- und Zahlungs-Konzepte für Dienstleistungen digitaler Bibliotheken, ABI-Technik, 18 (1998), S. 398–402
- Entwicklung der technischen Grundlagen der Informationsgesellschaft, in Mahle, W.A.: Orientierung in der Informationsgesellschaft, UVK Medien, 2000
- Die Zukunft des Internet, in H. Kubicek: Jahrbuch Telekommunikation und Gesellschaft, 2001
- Wissenschaftsnetze in Deutschland und Europa: Erwartungen und Erreichtes, GI-Jahrestagung 2003, S. 121–127, Springer, 2003
- Heinz-Gerd Hegering, E. Jessen: Der Aufbau des Deutschen Forschungsnetzes, Wissenschaftsmanagement, vol. 5 (2004), Heft 1, S. 4–5
- Origin of the Virtual Memory Concept, IEEE Annals History of Computing, S. 71–72, 2004
- J. Pattloch, K. Ullmann, E. Jessen: X-WiN: The New German National Research and Education Network, PIK 29 (2006), Heft 1, S. 50–53
- E. Jessen, K. Ullmann: Das Deutsche Forschungsnetz: Beiträge zur Technologie und Marktentwicklung im Bereich der Datenkommunikation seit 1984, in Oppelland, H.J.: Deutschland und seine Zukunft, Eul, Köln, 2006